# CR364 (Luxemburg)
De CR364 (Chemin Repris 364) is een verkeersroute in Luxemburg tussen de Duitse grens bij Dillingen en Echternach (N10). De route heeft een lengte van ongeveer 16,5 kilometer.

## Routeverloop
De route begint op de brug over de rivier de Sûre, waar het als ongenummerde weg in Duitsland begint. Het beginpunt is tevens ook de grens met Duitsland. Na de kruising met de N10 gaat de route richting het westen naar Beaufort. Onderweg zijn enkele haarspeldbochten aanwezig, ook stijgt de route dit gehele stuk. Vanaf Beaufort gaat de route richten het zuidoosten waarbij de route tot aan de kruising met de CR121 daalt. Na de CR121 stijgt de route weer richting Berdorf. Tussen Beaufort en Berdorf bevinden zich eveneens enkele haarspeldbochten in de route. Na Berdorf daalt de route naar Echternach toe waar het aansluit op de N10.
De gehele route ligt in bosachtig gebied met steile rotswanden langs de weg. Uitzondering hierop is de directe omgeving van de plaatsen.

## Plaatsen langs de CR364
- Dillingen
- Beaufort
- Berdorf

## CR364a
De CR364a is een verbindingsweg in Beaufort. De route van ongeveer 300 meter verbindt de CR128 met de CR364. Tot 1995 liep de route na de aansluiting met de CR364 via de Grand Rue en Rue de L'église naar een tweede aansluiting met de CR364. Dit stuk van ongeveer 400 meter is in 1995 komen te vervallen.
CR101 ·
CR102 ·
CR103 ·
CR104 ·
CR105 ·
CR106 ·
CR107 ·
CR108 ·
CR109 ·
CR110 ·
CR111 ·
CR112 ·
CR113 ·
CR114 ·
CR115 ·
CR116 ·
CR117 ·
CR118 ·
CR119 ·
CR120 ·
CR121 ·
CR122 ·
CR123 ·
CR124 ·
CR125 ·
CR126 ·
CR127 ·
CR128 ·
CR129 ·
CR130 ·
CR131 ·
CR132 ·
CR133 ·
CR134 ·
CR135 ·
CR136 ·
CR137 ·
CR138 ·
CR139 ·
CR140 ·
CR141 ·
CR142 ·
CR143 ·
CR144 ·
CR145 ·
CR146 ·
CR147 ·
CR148 ·
CR149 ·
CR150 ·
CR151 ·
CR152 ·
CR153 ·
CR154 ·
CR155 ·
CR156 ·
CR157 ·
CR158 ·
CR159 ·
CR160 ·
CR161 ·
CR162 ·
CR163 ·
CR164 ·
CR165 ·
CR166 ·
CR167 ·
CR168 ·
CR169 ·
CR170 ·
CR171 ·
CR172 ·
CR173 ·
CR174 ·
CR175 ·
CR176 ·
CR177 ·
CR178 ·
CR179 ·
CR180 ·
CR181 ·
CR182 ·
CR183 ·
CR184 ·
CR185 ·
CR186 ·
CR187 ·
CR188 ·
CR189 ·
CR190
CR200 ·
CR201 ·
CR202 ·
CR203 ·
CR204 ·
CR205 ·
CR206 ·
CR207 ·
CR208 ·
CR210 ·
CR211 ·
CR212 ·
CR213 ·
CR215 ·
CR216 ·
CR217 ·
CR218 ·
CR219 ·
CR220 ·
CR221 ·
CR222 ·
CR223 ·
CR224 ·
CR225 ·
CR226 ·
CR227 ·
CR228 ·
CR229 ·
CR230 ·
CR231 ·
CR232 ·
CR233 ·
CR234
CR301 ·
CR302 ·
CR303 ·
CR304 ·
CR305 ·
CR306 ·
CR307 ·
CR308 ·
CR309 ·
CR310 ·
CR311 ·
CR312 ·
CR313 ·
CR314 ·
CR315 ·
CR316 ·
CR317 ·
CR318 ·
CR319 ·
CR320 ·
CR321 ·
CR322 ·
CR323 ·
CR324 ·
CR325 ·
CR326 ·
CR327 ·
CR328 ·
CR329 ·
CR330 ·
CR331 ·
CR332 ·
CR333 ·
CR334 ·
CR335 ·
CR336 ·
CR337 ·
CR338 ·
CR339 ·
CR340 ·
CR341 ·
CR342 ·
CR343 ·
CR344 ·
CR345 ·
CR346 ·
CR347 ·
CR348 ·
CR349 ·
CR350 ·
CR351 ·
CR352 ·
CR353 ·
CR354 ·
CR355 ·
CR356 ·
CR357 ·
CR358 ·
CR359 ·
CR360 ·
CR361 ·
CR362 ·
CR364 ·
CR365 ·
CR366 ·
CR367 ·
CR368 ·
CR369 ·
CR370 ·
CR371 ·
CR372 ·
CR373 ·
CR374 ·
CR375 ·
CR376 ·
CR377 ·
CR378 ·
CR379
Routes die cursief vermeld staan, zijn voormalige routes.